# (12819) Susumutakahasi
(12819) Susumutakahasi est un astéroïde de la ceinture principale.

## Description
(12819) Susumutakahasi est un astéroïde de la ceinture principale. Il fut découvert le 12 mai 1996 à Moriyama par Robert H. McNaught et Yasukazu Ikari. Il présente une orbite caractérisée par un demi-grand axe de 3,12 UA, une excentricité de 0,04 et une inclinaison de 7,3° par rapport à l'écliptique.

## Compléments